# Raúl Vidart
Raúl Vidart ist ein uruguayischer Politiker.
Vidart, der der Partido Por el Gobierno del Pueblo angehört, saß er in der 43. Legislaturperiode als stellvertretender Abgeordneter vom 19. November bis 19. Dezember 1991 und erneut vom 16. Oktober bis 16. November 1993 für das Departamento Canelones in der Cámara de Representantes.